# Стоян, Александру
Александру Константин Стоян (рум. Alexandru Constantin Stoian; родился 15 декабря 2007, Мадрид, Испания) — румынский футболист, нападающий клуба «Фарул».

## Клубная карьера
Уроженец Мадрида (Испания), Александру вырос в Румынии. С шестилетнего возраста играл в футбольной академии «Бенфики» из Бухареста, впоследствии стал игроком академии клуба «Академика Клинчени».
Летом 2022 года присоединился к клубу «Фарул». 28 октября 2022 года дебютировал в основном составе «Фарула» в матче  в матче румынской Лиги I против «Университати», выйдя на поле в возрасте 14 лет, 10 месяцев и 13 дней и став вторым в списке самых юных игроков румынского чемпионата после Николае Добрина (который дебютировал в возрасте 14 лет, 10 месяцев и 5 дней).

## Карьера в сборной
Стоян выступал за сборные Румынии до 15, до 16, до 17 и до 19 лет.